# Pontarion
Pontarion ist eine französische Gemeinde  im Département Creuse in der Region Nouvelle-Aquitaine. Sie gehört zum Arrondissement Guéret und zum Kanton Ahun. Die Bewohner nennen sich Pontarionnais oder Pontarionnaises.

## Geografie
Die Gemeinde Pontarion liegt am Taurion im Norden des Zentralmassivs, 23 Kilometer südlich von Guéret. Die Nachbargemeinden sind Sardent im Norden, Saint-Hilaire-le-Château im Osten, Soubrebost im Süden und Thauron im Westen.

## Bevölkerungsentwicklung

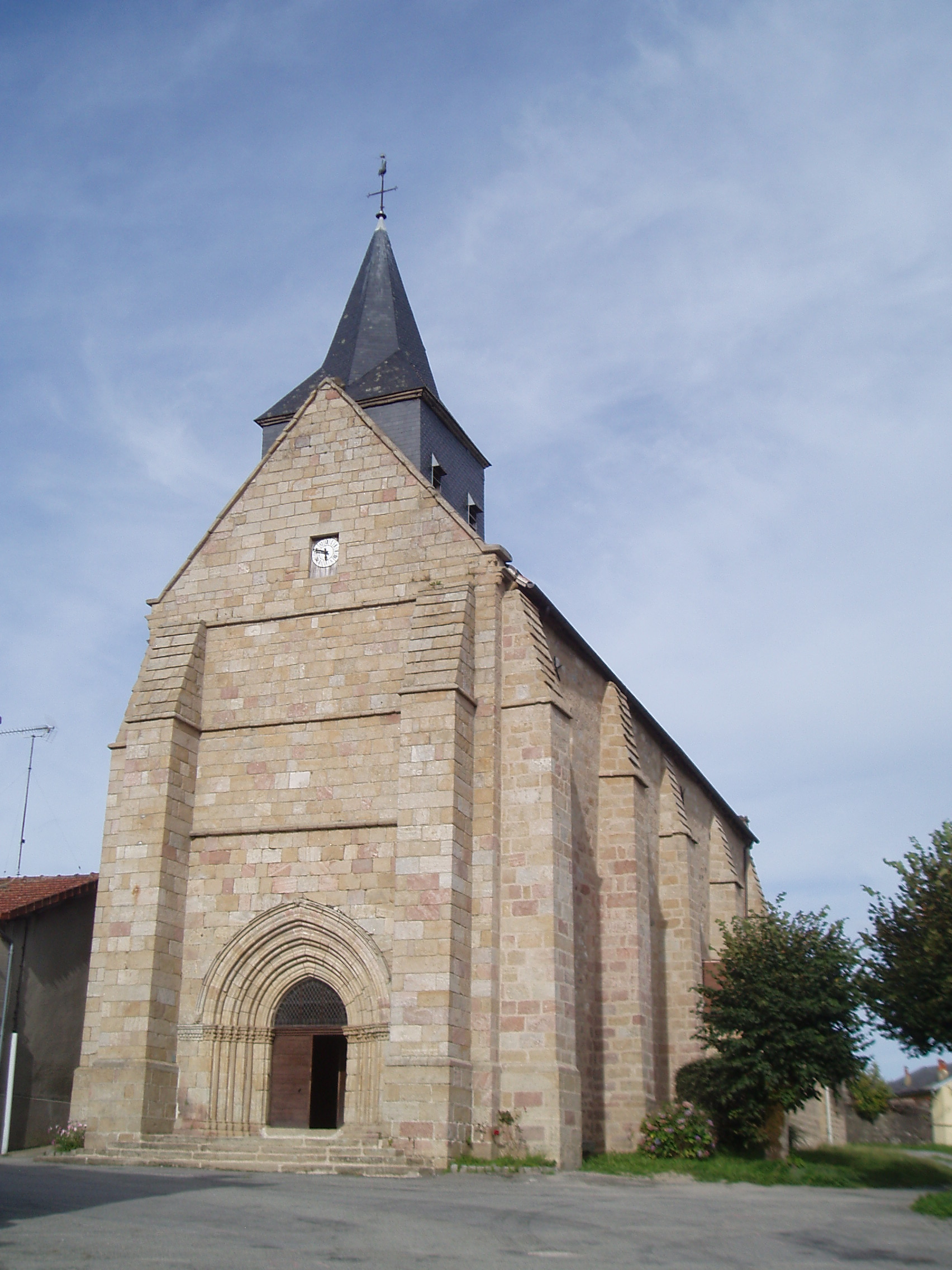
Kirche Saint-Blaise, erbaut im 13. und im 14. Jahrhundert, Monument historique

| Jahr      | 1962 | 1968 | 1975 | 1982 | 1990 | 1999 | 2008 | 2019 |
| --------- | ---- | ---- | ---- | ---- | ---- | ---- | ---- | ---- |
| Einwohner | 418  | 419  | 388  | 374  | 350  | 379  | 357  | 364  |